# Gustave Raulin
Gustave Raulin est un architecte français né le 22 février 1837 à Paris, où il est mort le 1er février 1910.
Professeur à  l'école des Beaux-arts de Paris il sensibilise Hector Guimard aux théories de Viollet le Duc, qui jette les bases dès 1863 avec ses Entretiens sur l’architecture des futurs principes structurels de l’Art nouveau.

## Biographie
La tombe de Gustave Raulin au cimetière de La Rochette fut réalisée en 1930 par l'architecte Gabriel Héraud.

## Élèves
- Charles Blanche (1863-1937)[4].
- Ernest Boué (né en 1863), en 1884, diplômé le 21 juin 1894[5].
- Gabriel Héraud (1866-1941), en 1889.